# Koninklijk Atheneum Redingenhof Leuven
Het Koninklijk Atheneum Redingenhof is een secundaire school van het gemeenschapsonderwijs in Leuven. De campus van de school is gelegen in het Redingenhof. Hier vind je ook de Middenschool, het Internaat Redingenhof en het centrum deeltijds onderwijs.

## Geschiedenis
Volgens de dan geldende Franse republikeinse kalender werd op 12 Germinal An XII of 2 april 1804 in Leuven het Collège Communal gesticht met als locatie het voormalig Heilige Geestcollege. Ten tijde van het Verenigd Koninkrijk der Nederlanden werd dit het Stedelijk College van Leuven. In 1836 werd het dan weer Collège Communal overgebracht naar het Hogenheuvelcollege in de Naamsestraat. In 1838 werd samen met Pierre François Xavier de Ram het Leuvense onderwijs hervormd en kreeg dit college de naam Collège des Humanités de la Haute Colline. Vanaf 1880 kreeg de school, dan gekend onder de naam Athénée Royal, staatsfinanciering voor de werking. Bij Koninklijk Besluit van 24 juni 1938 werden ook het gebouw en het onderhoud ten laste van het rijk gelegd.
Het rijksonderwijs in Leuven was aanwezig op drie locaties. In het Hogenheuvelcollege aan de Naamsestraat lag het reeds besproken Koninklijk Atheneum. In de de Bériotstraat, waar nu de Aula Pieter De Somer is gebouwd, bevond zich de École moyenne pour Demoiselles, waaruit het Koninklijk Lyceum ontstond. In 1983 werden Atheneum, Lyceum en het Rijksinstituut voor Technisch Onderwijs (RITO), nu de stadsbibliotheek Tweebronnen, verenigd tot het Koninklijk Atheneum Leuven op de nieuwe campus Redingenhof. Het gemeenschapsonderwijs kreeg in 1999 een tweede vestiging in Leuven na de overname van het provinciaal onderwijs De Ring. Deze laatste school werd hernoemd tot Koninklijk Atheneum 2 'Ring'.

## Studieaanbod
Het Koninklijk Atheneum Redingenhof Leuven biedt algemeen, technisch, beroeps- en Deeltijds Beroeps Secundair Onderwijs-richtingen aan.
Bovendien is het een van de zes Vlaamse scholen die Topsport-studierichtingen aanbieden: tafeltennis, volleybal, voetbal en atletiek.

## Bekende (oud-)leerlingen
- Greet De Keyser, journaliste
- Chris Van Espen, acteur
- Mohamed Ridouani, politicus
- Faris Haroun, voetballer
- Dries Mertens, voetballer
- Frank Boeckx, voetballer
- Bruno Tobback, politicus
- Sergio, zanger
- Denis Odoi, voetballer
- Rob Vanoudenhoven, presentator en komiek
- Kato Callebaut, zangeres
- Dixie Dansercoer, poolreiziger
- Daisy Van Cauwenbergh, Miss België en televisieomroepster
- Nils Schouterden, voetballer
- Filip Peeters, acteur
- Nele Armée, 16 x Europees kampioen skeeleren
- Tuur Florizoone, componist
- Wannes Van Tricht, voetballer
- Steven Defour, voetballer
- Kaye Styles, zanger
- Steve Colpaert, voetballer
- Arno Verschueren, voetballer
- Daimy Deflem, voetballer
- Sven Kums, voetballer
- Imke Courtois, voetballer
- Luka Cruysberghs, zangeres van Hooverphonic en winnares The Voice van Vlaanderen seizoen 5
- Aster Vranckx, voetballer
- Laurens Devos, tafeltennisser (4x europees kampioen, wereldkampioen en paralympisch kampioen)
- Kassandra Missipo, voetbalster (KAA Gent Ladies & Red Flames)
- Davinia Vanmechelen, voetbalster (FC Twente & Red Flames)

## Bekende oud-leerkrachten
- Louis Tobback, politicus